# アリオ北砂
- セブン&アイ・ホールディングス
  - イトーヨーカ堂 > アリオ > アリオ北砂
  - セブン&アイ・クリエイトリンク > アリオ > アリオ北砂

アリオ北砂（アリオきたすな）は、東京都江東区北砂に立地するセブン&アイ・ホールディングス傘下のセブン&アイ・クリエイトリンクが運営する複合商業施設である。

## 概要
日本貨物鉄道（JR貨物）総武本線越中島支線の貨物駅だった小名木川駅跡地（2000年〈平成12年〉廃止）に建設された大型ショッピングセンターで、2010年（平成22年）6月2日にプレオープン、同年6月4日にグランドオープンした。
当初はマイカルが開発することになっていたが、2001年（平成13年）に契約を解除し、イトーヨーカ堂に切り替えられた。
イトーヨーカ堂が展開するショッピングセンター「アリオ」としては全国で8店舗目（東京都内で3店舗目）、イトーヨーカドーとしては全国で178店舗目（東京都内で37店舗目）となる。これまで建設されたアリオは全て工場跡地の再開発事業であり、貨物駅跡地の再開発はこれが初めて（貨物駅跡地の再開発事業として単独のショッピングセンターが建設されることは、あまり見られない事例である）で、敷地はJR貨物の所有地のままとなっている。
建物は3階建てで、イトーヨーカドーアリオ北砂店を核店舗に119の専門店が並ぶ。ロフトなどセブン&アイ・ホールディングスグループの店舗が5店舗入居しており、同グループが一つのショッピングセンターの開店時に6店舗入居するのは「過去最多」であると謳っている。